# Víktor Tretiakov
Víktor Víktorovitx Tretiakov (en rus: Ви́ктор Ви́кторович Третяко́в; nascut el 17 d'octubre de 1946) és un violinista i director d'orquestra rus.

## Biografia
Fill d'un músic que tocava a la banda militar de Sibèria a la ciutat de Krasnoiarsk, va mostrar un talent musical extraordinari molt aviat, i va començar a tocar el violí als set anys. Va arribar a Moscou el 1954 i va estudiar per primera vegada a la divisió júnior del "Moscow Conservatory Music College", i el 1956 va entrar a la classe de Yuri Yankelevich a l'Escola Central de Música de Moscou, després va estudiar amb ell a la Conservatori de Moscou.
El 1966, als 19 anys, va guanyar el primer premi al Tercer Concurs Internacional Txaikovski i va ser convidat a participar en diverses gires internacionals de concerts, cosa que s'havia fet molt més fàcil després de les visites pioneres fora de la Unió Soviètica d'artistes com Sviatoslav Richter, Emil Gilels, Mstislav Rostropovich i David Oistrakh. La influència de l'últim es va notar en les interpretacions de Tretiakov i també en la tria del repertori; Tretiakov va afavorir els grans concerts romàntics per a violí com els de Brahms, Mendelssohn, Txaikovski, Sibelius i la música de Prokofiev i Xostakovitx. El seu estil únic està recolzat per una tècnica impecable i una profunda perspicacia musical amb un frasseig de manera expressiva.
Nomenat Artista del Poble de l'URSS el 1987, Tretiakov va rebre el Premi Rus per fomentar els èxits en l'art i la literatura conegut com "Triumph". És guardonat amb el Premi Xostakóvitx, atorgat per la "Yuri Bashmet International Charitable Foundation", i el "Glinka State Prize de la RSFSR" (1981) (altres destinataris inclouen el Borodin Quartet i el compositor Valery Gavrilin). El 2001, el president Vladímir Putin li va atorgar l'Ordre del Servei a la Pàtria.

## Actuant
Des que va guanyar el Concurs Internacional Txaikovski l'any 1966, Tretiakov ha actuat amb gairebé totes les orquestres importants del món, incloses les Orquestres Filharmòniques de Berlín, Viena, Moscou, Sant Petersburg, Londres, Los Angeles i Múnic, l'Orquestra Simfònica de Londres, l'Orquestra Filharmònica. de Londres, la Royal Philharmonic, l'Orchestra de París, la Dresden Staatskapelle, la Bamberg SO, la NDR Hamburg, la WDR Colònia, la NHK Symphony, l'Orquestra Kirov, l'Orquestra Concertgebouw d'Amsterdam, l'Orquestra Simfònica de la Ràdio de Baviera, la Simfònica de Viena , les orquestres simfòniques de Chicago, Filadèlfia, Cleveland, Atlanta, Detroit, San Francisco, Dallas, Pittsburgh, Toronto i moltes altres. Ha treballat amb directors com Rostropovich, Ormandy, Temirkanov, Alekseev, Jochum, Krips, Gergiev, Fedoseyev, Maazel, Kempe, Jansons, Järvi, Levine, Mehta, von Dohnanyi, Penderecki, Previn i Kondrashin. Toca un violí Nicolo Gagliano de 1772.

## Ensenyament
Durant molts anys, Tretiakov ha ensenyat al Conservatori Estatal de Moscou. El 1996, també va començar a ensenyar a Colònia, Alemanya. De 1986 a 1994, va ser el president del jurat del Concurs Internacional Txaikovski. A més, ha estat membre del jurat de concursos a Brussel·les, Hannover, Sendai, Moscou, Hèlsinki, Zagreb i molts altres. Entre els seus estudiants destacats cal destacar Roman Kim, Ilya Kaler, Natalia Likhopoi, Dmitri Berlinsky, Evgeny Bushkov, Sergei Stadler i Daniel Austrich.

## Música de cambra
Músic de cambra actiu, Tretiakov ha actuat juntament amb Mstislav Rostropovich, Sviatoslav Richter, el Quartet Borodin, Oleg Kagan, David Geringas, Ievgueni Kissin i Elisabeth Leonskaja. Juntament amb Vassily Lobanov, Iuri Baixmet i Natalia Gutman, ha format un quartet de pianos que actua habitualment, fins i tot en concerts a Moscou, Berlín, Múnic, Istanbul, París, Atenes, Lisboa i Copenhaguen.